# Grep (géologie)
Pour l’article ayant un titre homophone, voir Grep.
Le grep est un conglomérat de galets de diverses tailles, enrobé dans un liant silico-argileux très résistant de versants formés sous un climat périglaciaire.